# Conrad Canzler
Conrad Canzler (* 14. November 1853 in Dresden; † 11. Januar 1928 ebenda; vollständiger Name: Adolf Bernhard Conrad Canzler)  war ein deutscher Architekt und hochrangiger sächsischer Baubeamter.

## Leben
Conrad Canzler wurde als erstes Kind des Architekten Adolph Canzler (1818–1903) und dessen Ehefrau Agnes Cäcilie Canzler geb. Heinze (1829–1890) in Dresden geboren. Seine jüngere Schwester Johanna Helene Canzler kam vier Jahre später zur Welt. Er besuchte das Annen-Realgymnasium in Dresden. Anschließend studierte er Architektur an der Dresdner Kunstakademie und am Polytechnikum Dresden bis 1877. Er rundete seine Ausbildung in Berlin ab und ging auf eine Studienreise nach Italien.
Schließlich trat Canzler in den sächsischen Staatsdienst und arbeitete bei den Landbauämtern in Zwickau, Leipzig, Chemnitz und Dresden. 1913 wechselte er in das sächsische Finanzministerium in Dresden, aus dem er 1919 im Rang eines Ministerialrats in den Ruhestand trat.

## Werk

### Bauten und Entwürfe

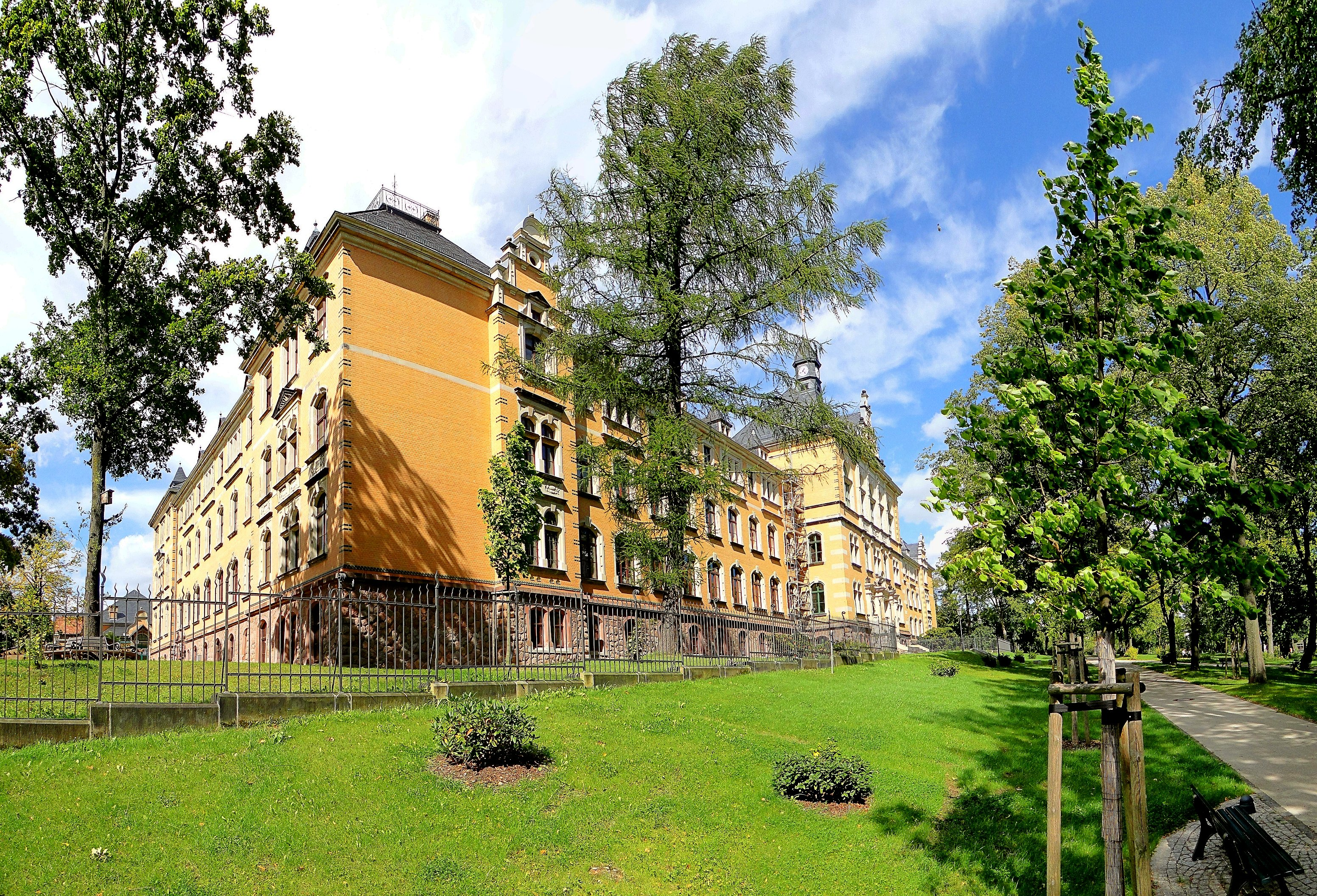
Ehemaliges Lehrerseminar (heutiges Carl-von-Bach-Gymnasium) in Stollberg, 2011

Bekannte Bauwerke von Conrad Canzler sind vor allem die Königlich Sächsischen Lehrerseminare in Annaberg (1897–1900), Frankenberg (1898–1901) und Stollberg (1901–1903). Außerdem war er am Neubau des Dienstgebäudes der Amtshauptmannschaft Chemnitz beteiligt (1902–1904).

### Schriften
Über den Bau des Lehrerseminars in Annaberg verfasste er gemeinsam mit Ernst Schwerdtner, dem damaligen Direktor der Anstalt, 1900 eine Festschrift zur Einweihung.
- Ernst Schwerdtner, Conrad Canzler: Der Neubau des Annaberger Seminars. Festgabe zur Weihefeier am 21. April 1900. Annaberg 1900 (slub-dresden.de).